# Schalltrauma
Unter einem Schalltrauma (akustisches Trauma) wird die Schädigung des Gehörorgans durch Schall verstanden.

## Akutes Schalltrauma
Als akutes Schalltrauma oder akutes akustisches Trauma wird die Schädigung des Hörorgans durch ein einmaliges Schallereignis verstanden.
Knalltrauma
Eine sehr kurze Schalleinwirkung (< 3 ms) mit extrem hohem Schalldruck (Schüsse, Knallkörper) führt zu einer Schädigung des Cortischen Organes. Man spricht von einem Knalltrauma, wenn nur das Innenohr geschädigt wird, Trommelfell und Mittelohr (Gehörknöchelchen) aber unverletzt bleiben.
Explosionstrauma (des Ohres)
Man spricht von einem Explosionstrauma des Ohres, wenn durch eine akute Schalleinwirkung eine Verletzung des Trommelfelles und eventuell des Mittelohres verursacht wird. Eine Schädigung des Innenohres kann zusätzlich auftreten. Die Dauer des Schallereignisses ist > 3 ms.
Akutes Lärmtrauma
Bei Einwirkung sehr hoher Schallpegel (140 dB oder mehr) kann schon nach Minuten eine Schwerhörigkeit oder Ertaubung auftreten. Hierbei ist die Ursache eine Verletzung der Haarzellen in der Gehörschnecke. Das Gehör kann bis zu einigen Wochen benötigen, um sich von einem akuten Lärmtrauma zu regenerieren, wirksame Behandlungsmethoden gibt es bislang nicht.
Akustischer Unfall
Das Zusammentreffen einer ungewöhnlich belasteten Halswirbelsäule (während Arbeiten über Kopf o. ä.) mit einem Schallpegel, der sonst erst nach jahrelanger Einwirkung zu einer Hörstörung führt (über 85 dB), kann eine plötzliche, einseitige Hörstörung verursachen (siehe auch Boenninghaus-Syndrom)
Acoustic shock (akustischer Schock)
Als acoustic shock werden die körperlichen und psychischen Folgen eines plötzlichen und unerwarteten lauten Schallereignisses über Telefon, Headset oder Ähnliches bezeichnet. Ursachen können fehlgeleitete Faxsignale, Fehler bei der Internetübertragung, Fehler im Headset und dergleichen sein, betroffen sind besonders Angestellte von Callcentern. Der Ausdruck ist in der deutschsprachigen Literatur noch nicht sehr verbreitet. Ebenfalls sind keine suffizienten Studien zu diesem Syndrom bekannt. In der HNO-ärztlichen Begutachtung von Patienten ist der akustische Schock nicht als adäquates Unfallereignis anzusehen. Der akustische Schock ist nicht identisch mit einem Knalltrauma oder akuten Lärmtrauma, ein Hörverlust ist üblicherweise nicht damit verbunden, die auslösenden Schallpegel liegen auch meist unter jenen eines Knalltraumas oder akuten Lärmtraumas. Die Patienten klagen über ein Völlegefühl im Ohr, Taubheitsgefühl oder Brennen am betroffenen Ohr und/oder Gesichts- und Halsseite, auch Ohrgeräusche, Schwindel und Übelkeit sind möglich. Weiter werden zum Teil Kopfschmerzen und Ängstlichkeit (vor allem vor Wiederaufnahme der Arbeit mit Headset und dergleichen) angegeben.

## Chronisches Schalltrauma
Das chronische Schalltrauma ist synonym mit der Lärmschwerhörigkeit. Unter einem chronischen Schalltrauma oder chronischen akustischen Trauma versteht man die Schädigung des Hörorgans durch chronische, d. h. über Jahre andauernde Einwirkung von Lärm (über 85 dB). Eine im Beruf erworbene Lärmschwerhörigkeit ist eine gesetzlich anerkannte Berufskrankheit.

## Behandlung Schalltrauma
Um die bestmöglichen Heilungschancen im Fall eines Schalltraumas zu haben, sollte so schnell wie möglich mit der Behandlung begonnen werden. Neben klassischen Behandlungsmöglichkeiten wie der Einnahme von Cortison oder anderen Medikamenten verspricht Studien zufolge auch die Behandlung mit hyperbaren Sauerstoff (HBO) Erfolge.
Hier kann es durch das Einatmen von medizinisch reinem Sauerstoff in der Druckkammer zu einer Regeneration geschädigter Sinneszellen kommen, da diese besser mit Sauerstoff versorgt werden.